# 야코프 아만

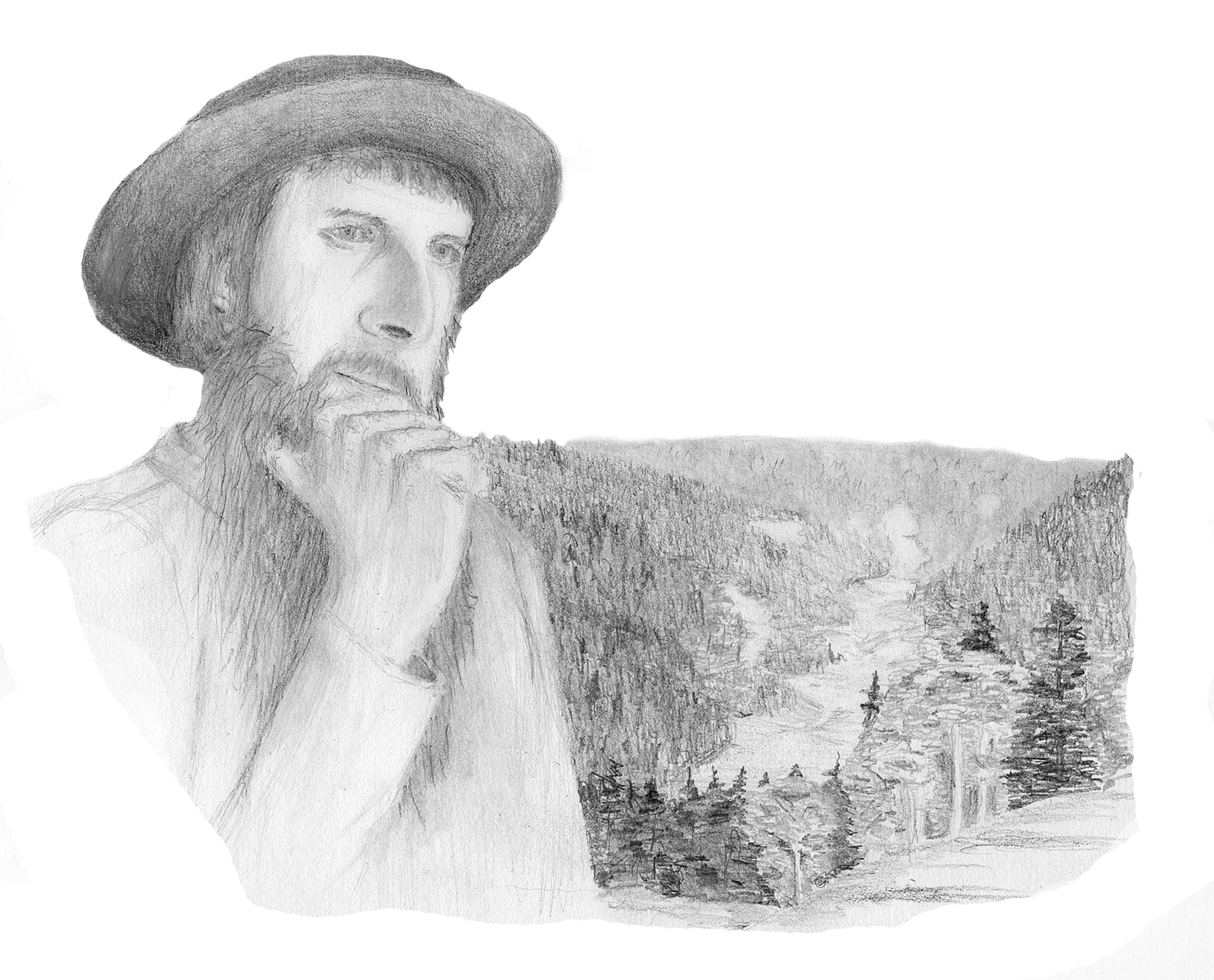

야코프 아만(독일어: Jakob Ammann, 1644년 2월 12일~1712년에서 1730년 사이)은 스위스의 재세례파 지도자다. 아만파의 창시자였다.

## 생애
야코프 아만의 삶은 최근까지도 불확실한 부분이 많다. 그의 삶에 대한 제대로 된 연구는 1990년대부터야 시작되었다.

### 어린 시절
야코프 아만은 1644년 2월 12일 스위스 베른주의 에를렌바흐임지멘탈에서 미하엘 아만과 아나 루프의 아들로 태어났다.에를렌바흐 교회에 1644년 2월 12일에 세례를 했다는 기록이 남아 있다. 할아버지는 울리히 아만이었고, 아만 집안의 남자 3대는 모두 재단사로 일했다. 야코프는 형제자매 6명 중 셋째였다.:p.26 정식 교육은 제대로 받지 못했을 것으로 보인다. 아만이 서명한 공문서가 37장 남아 있는데, 모두 제대로 이름을 쓰지 못하고 이니셜로 대신했다. 딱 한 번 J. AMME 이라고 서명한 문서가 있다.:p.155 어느 모임 자리에서는 다른 사람에게 글을 읽어 달라고 한 적도 있다. 이를 보아 아만은 문맹이었던 것으로 보인다. 경제적으로는 당대 기준으로 다른 사람들보다 잘 사는 편이었다.
야코프 아만은 페레나 슈튀들러(Verena Stüdler)와 결혼했지만, 이 배우자에 관해서는 이름 말고는 알려진 것이 없다. 슬하에 1남 1녀를 낳았고 아들의 이름은 발츠(Baltz) 아만이었다.
아만 일가족은 모두 재세례파 운동에 참여했다. 야코프의 아버지 미하엘, 누이들 중 한 명, 그리고 18세 연하의 남동생 울리히가 운동에 참여했으며, 울리히는 나중에 아만파와 라이스트파 간의 분쟁을 조정하려고 시도한 적이 있다.:p.81–101

### 재세례파 개종
1671년 3월 12일, 아만이 교회에서 이루어진 세례식에서 대부를 서 준 기록이 있다. 1680년 6월, 오버호펜암투네르제에서 베른으로 발신된 공문서를 보면 야코프 아만이 “재세례파에 감염되었다”며 어떻게 처리해야 할지 훈령을 요청하고 있다. 이것이 야코프 아만이 재세례파로서 언급된 최초의 사료다. 이를 보아 아만은 1671년에서 1680년 사이 언젠가 재세례파로 개종했을 것이다. 이후 1693년 이전에 아만은 한스 라이스트에게 목사 안수를 받았다.
1693년에 아만은 스위스 형제회의 분열로 이어진 논쟁에 참여한 것으로 알려져 있다. 아만과 라이스트가 가장 유명해서 이 둘이 주로 이야기되지만, 스위스 형제회의 분열을 보다 복잡한 문제로서 이 둘만의 대립의 문제는 아니었다.:13
1693년 아만은 스위스를 떠나 알자스 하이돌샤임으로 갔다. 아버지 미하엘은 거기서 죽어서 발덴하임에 묻혔다.:p.146 아버지를 여의고 마르키르히(오늘날의 생트마리오민) 근교의 라쁘띠레프브르 계곡 어귀에 정착했다. 거기 계속 살다가 1712년 프랑스 국왕 루이 14세의 칙령으로 그 일대의 재세례파들이 모두 추방당할 때 같이 쫓겨났다. 이후 야코프 아만이 어떻게 되었는지는 알 수 없다.

### 죽음
야코프 아만이 정확히 언제 죽었는지는 알 수 없다. 1730년에 아만의 딸이 에를렌바흐의 개혁교회에 찾아와 세례를 청하면서 아버지는 죽었다고 말했다. 그래서 1730년 이전에는 죽었을 것인데 정확히 언제인지는 모른다.